# Dr. Martens

Dr Martens 460 Cherry Red Smooth.

Dr. Martens es una marca británica de calzado, conocida como Doctor Martens, Doc Martens, Docs o DMs.
El calzado se distingue por su exclusiva suela con cámara de aire (apodada bouncing sole, algo así como suela rebotante), desarrollada por el doctor alemán Klaus Märtens, así como por la forma de la parte superior y las costuras de color amarillo en algunos modelos.. Las botas han sido especialmente populares entre skinheads y punks.
La marca también fabrica una gama de accesorios y productos para el cuidado de calzado, ropa, equipaje, etc.

## Historia

### Orígenes
Klaus Märtens fue doctor en la Wehrmacht durante la Segunda Guerra Mundial. Al tiempo que terminaba la guerra en 1945, se lesionó el tobillo cuando esquiaba en los Alpes bávaros. Se dio cuenta de que sus botas estándar del ejército eran demasiado incómodas para su pie herido. Mientras se recuperaba, proyectó mejoras para las botas, con cuero flexible y suelas con aire. Cuando la guerra acabó y algunos alemanes robaban objetos de valor en sus propias ciudades, el Dr. Märtens compró cuero en la tienda de un zapatero. Con esa piel se fabricó un par de botas con las ahora famosas suelas con amortiguación de aire.
Märtens no tuvo mucha suerte vendiendo su calzado, hasta que se reencontró con un antiguo amigo universitario, el Dr. Herbert Funck, en Múnich en 1947. A Funck le despertó curiosidad el nuevo diseño de la bota y los dos empezaron el negocio ese año en Seeshaupt, Alemania, utilizando caucho desechado de los aeródromos de la Luftwaffe. Las confortables y duraderas suelas fueron un gran acierto entre las amas de casa; el 80 por ciento de las ventas eran para mujeres por encima de los 40 años. 
Las ventas habían crecido tanto en 1952 que abrieron una fábrica en Múnich. En 1959, la compañía había progresado tanto que Martens y Funck consideraron la venta en el mercado de calzado internacional. Casi inmediatamente, el fabricante británico de zapatos R. Griggs Group Ltd. compró los derechos de patente para fabricar zapatos en el Reino Unido. Giggs convirtió al inglés el nombre (el nombre de las botas cambió de Maertens a Martens, ya que este último era más comercial),  reformó levemente el tacón para un mejor ajuste, añadió la característica costura amarilla y patentó la suela como AirWair.

### Popularidad en Reino Unido

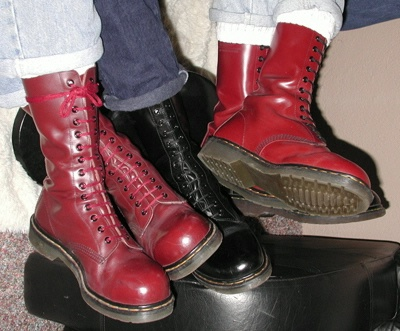
Estilo skinhead: botas DM con vaqueros Levi's.

Las primeras botas Dr. Martens salieron el 1 de abril de 1960, con diseño rojo cereza, cuero de napa y ocho ojales para meter los cordones. Eran populares entre trabajadores como carteros, policías y obreros de fábricas.
A finales de los años 60, los skinheads empezaron a usarlas, y las bandas callejeras hicieron de las botas rojo cereza su seña de identidad.
A mediados de los 70, las botas Dr. Martens fueron populares entre las estrellas británicas del punk y rock como Sex Pistols, The Clash y en general los seguidores del movimiento punk. En aquel tiempo, las botas y los zapatos se hicieron conocidos entre algunas otras subculturas juveniles, así como a posteriori en el movimiento Grunge en Seattle (Estados Unidos), y entre artistas como Kurt Cobain, Eddie Vedder, etc.

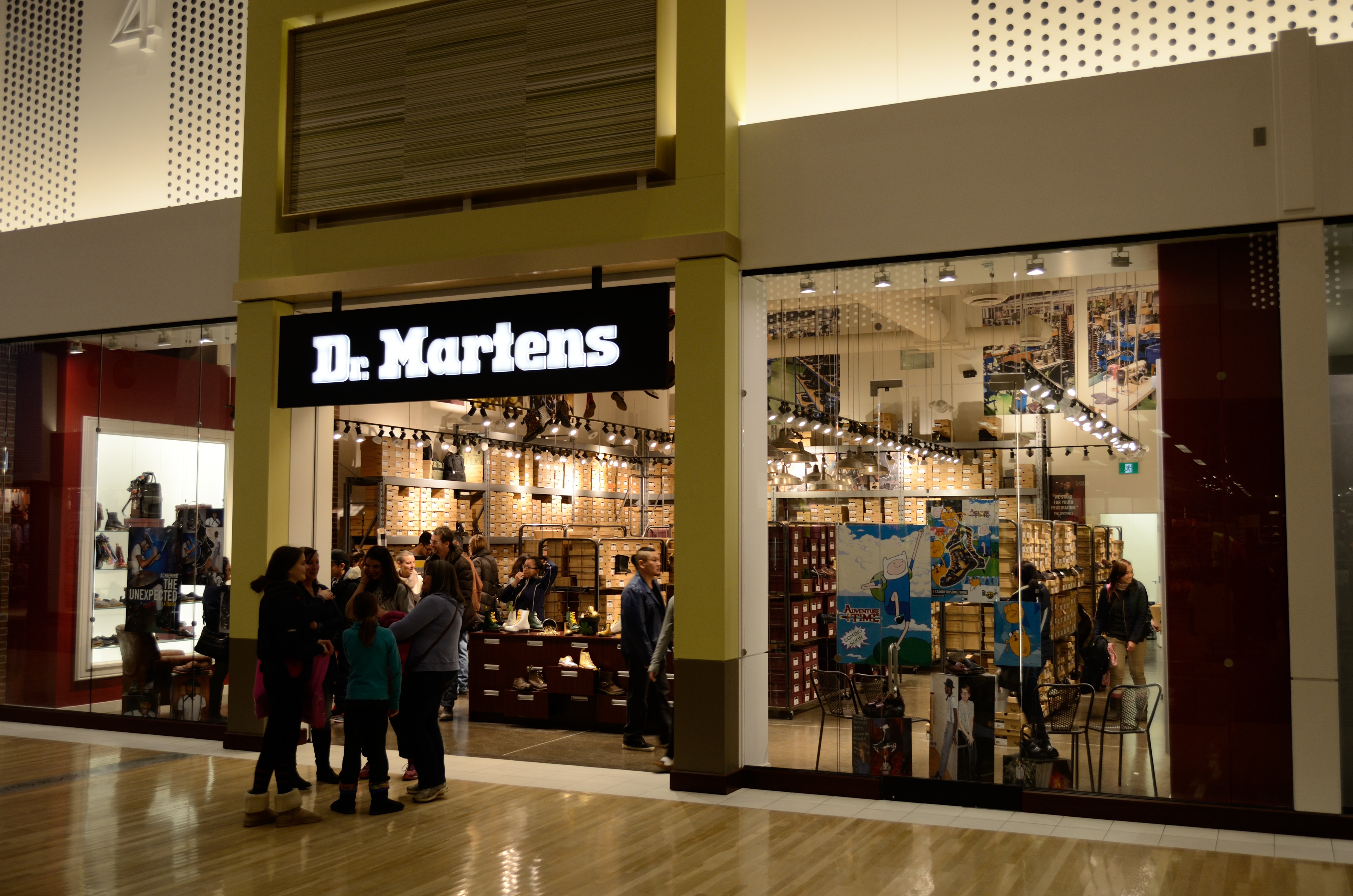
Dr. Martens en el Centro comercial Vaughan Mills en Canadá.

### Desarrollos posteriores
El 1 de abril de 2003 la compañía fabricante de las Dr. Martens, R. Griggs Group Ltd., paró toda la producción en el Reino Unido, eliminando más de 1000 puestos de trabajo y trasladando toda la producción a China y Tailandia. Con este cambio, también cesó temporalmente la fabricación de calzado vegano, fabricado con tejido sintético, que era producido desde enero de 2000. Este cambio también trajo consigo que muchos punks y skins optaran por otras marcas de botas similares a las Dr. Martens, como Solovair, Tredair, Grinders, Gripfast y Rangers, que todavía eran fabricadas en el Reino Unido. 
En 2007, R. Griggs Group Ltd. decidió volver a fabricar otra vez una pequeña parte de su producción en el Reino Unido, en su antigua fábrica Cobbs Lane en Wollaston, Northamptonshire. Esta línea de calzado se comercializa con el nombre de "Dr. Martens Vintage" e incluye algunos de sus modelos más clásicos como: 1460, 1461, 1490 y 1914.
En 2011 volvieron a lanzar otra vez al mercado una línea de calzado vegano, esta vez fabricado en China, con versiones de piel sintética de los modelos "clásicos" 1460 (botas con 8 ojales) y 1461 (zapatos con 3 ojales) en negro y rojo cereza.

## Influencias en la cultura popular

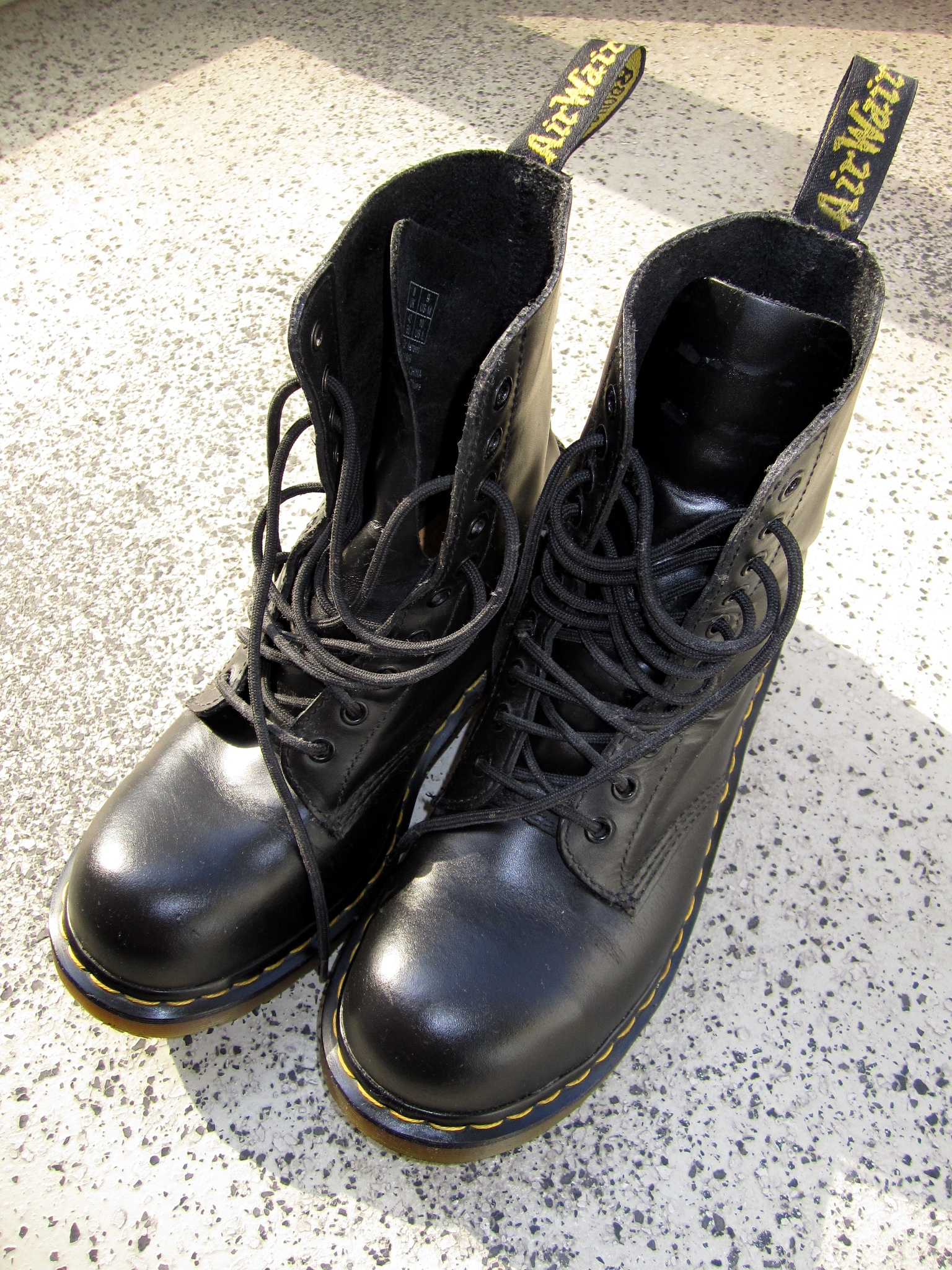
Dr Martens 10 Eyelet Boots.

- Las Grinders han sido usadas también por músicos famosos, como miembros de Guns N' Roses, The Prodigy o Daniel Puente Encina.
- Lisbeth Salander, el personaje de la trilogía Millennium, tenía un par de estas botas.
- El grupo punk de Nueva Jersey The Bouncing Souls tomó su nombre del apelativo "bouncing sole".
- En el fútbol patrocinó al West Ham United (1998-2003) y al Rushden & Diamonds (1998-2005).

## Modelos
Los modelos clásicos de Dr. Martens son:

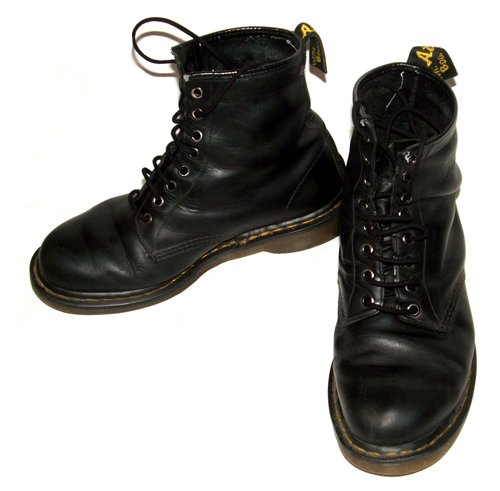
Modelo 1460 con 8 ojos´.
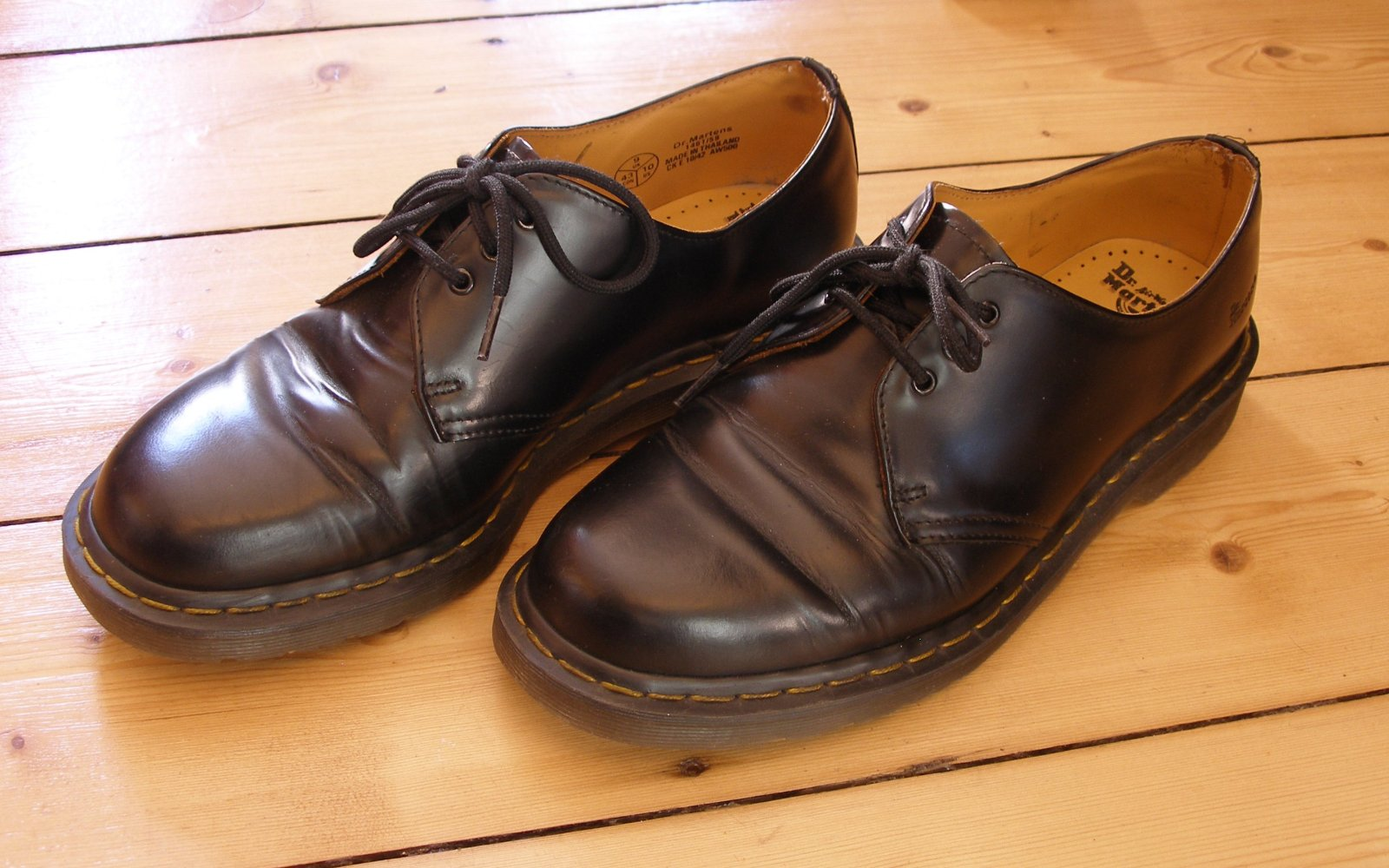
Zapato Dr. Martens modelo 1461 con costura de color amarillo.
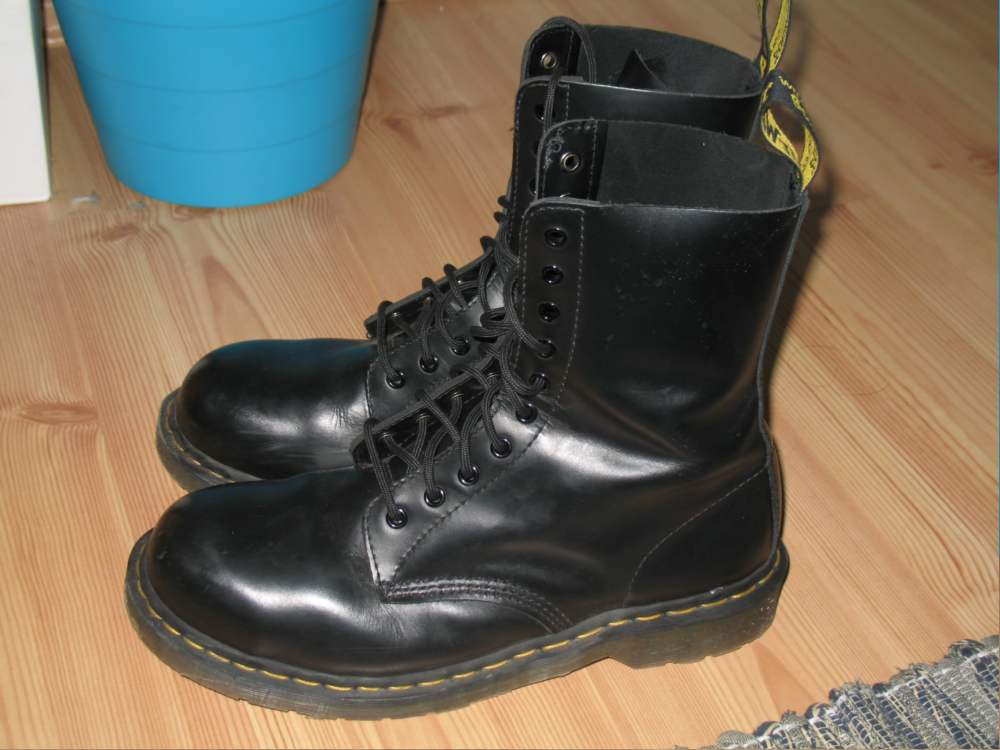
Modelo 1490 con 10 ojos.

Su modelo 1460 se ha popularizado mucho a su versión vegan. 

## Galería

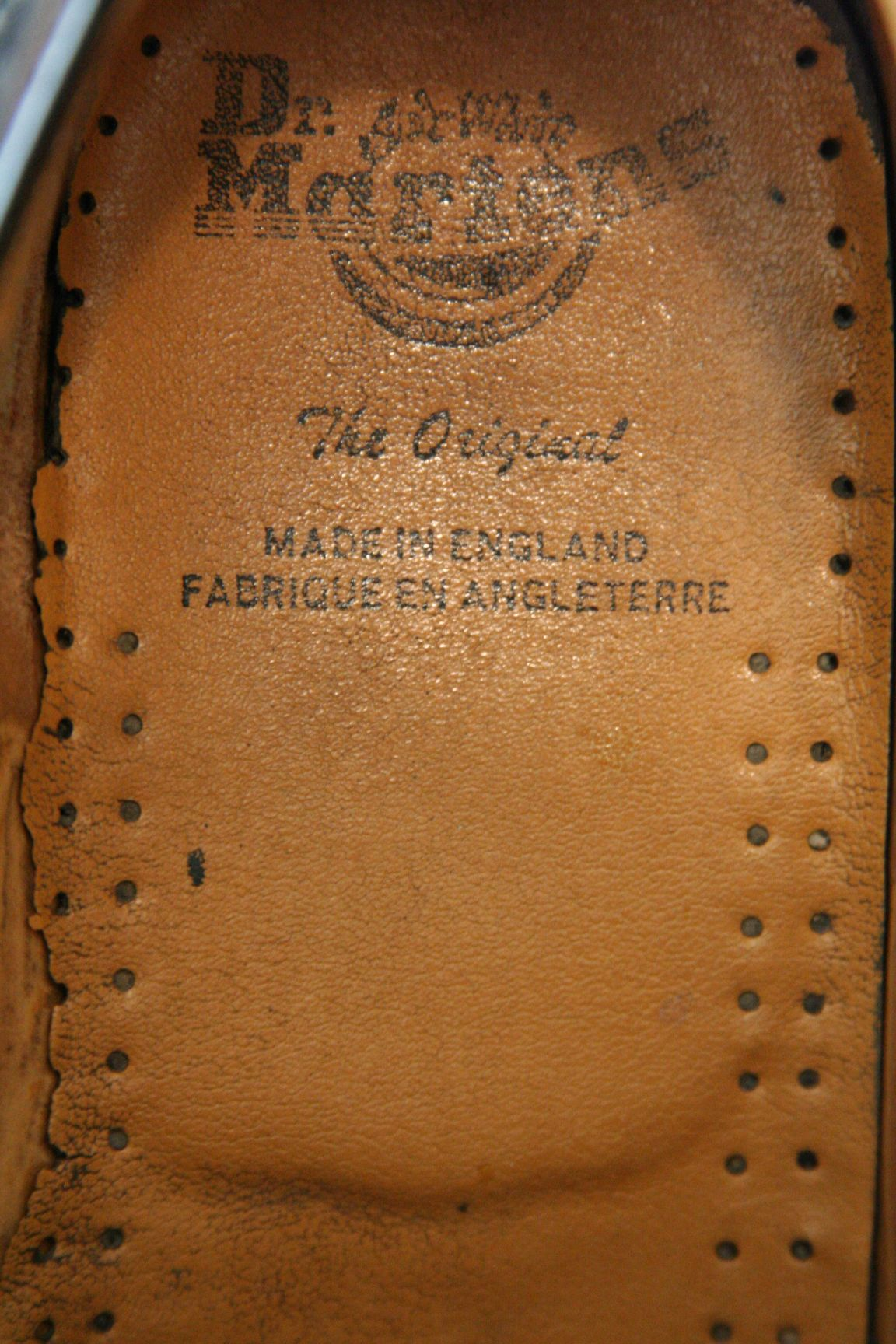
Interior de un calzado Dr. Martens, anterior a 2003, fabricado en Reino Unido.
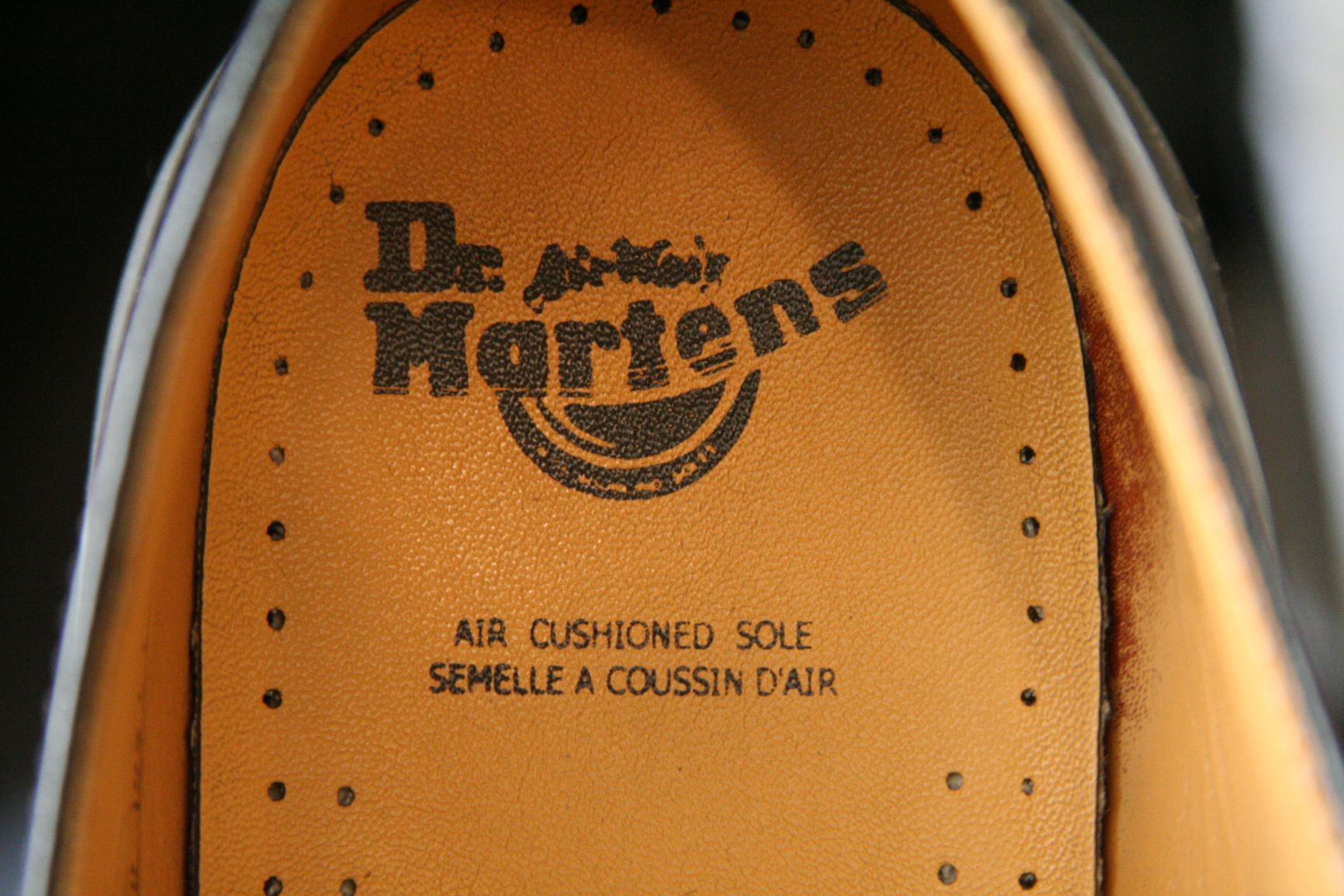
Interior de un calzado Dr. Martens, posterior a 2003, fabricado en Tailandia.
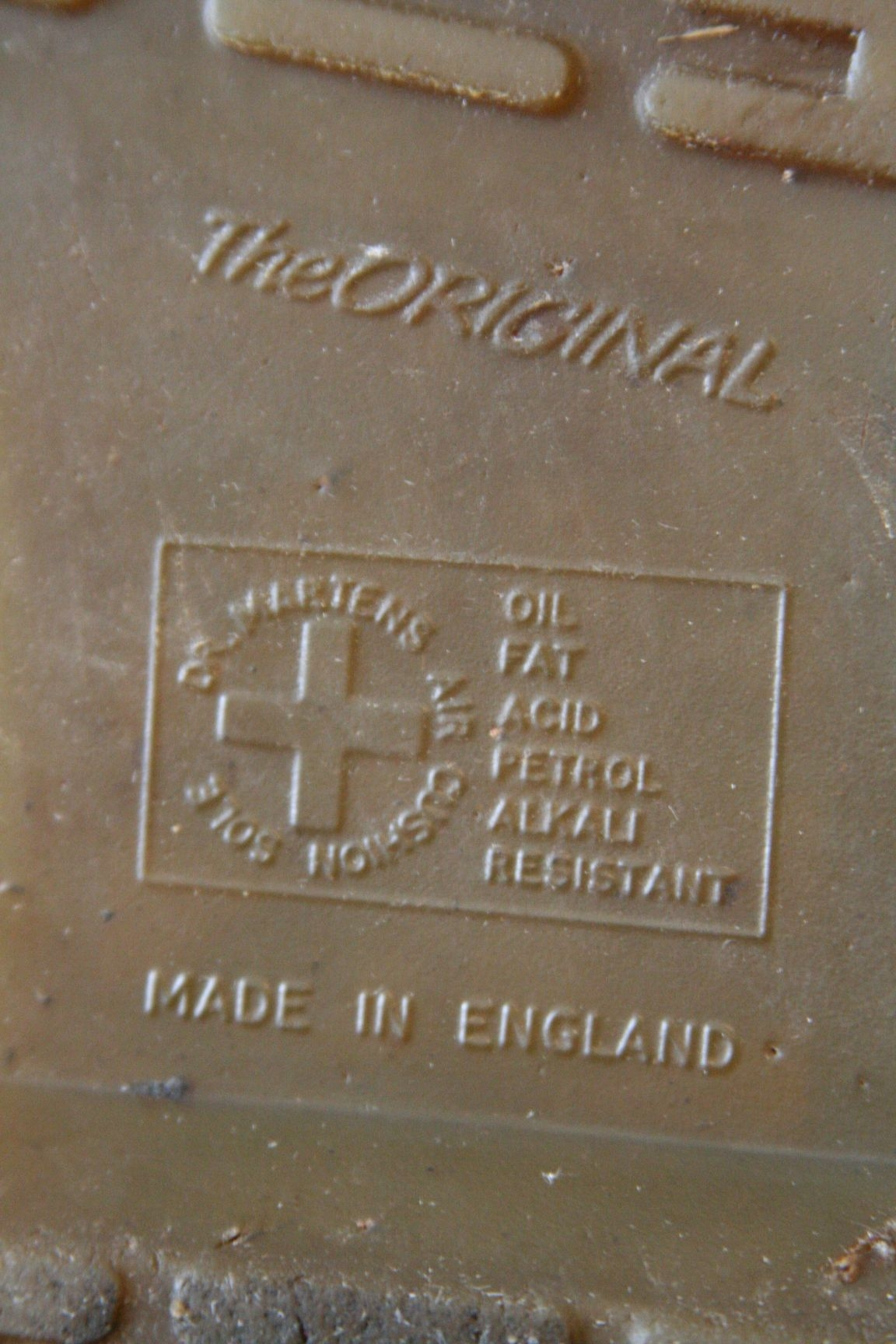
Suela Dr. Martens, antes de 2003, fabricada en Reino Unido.
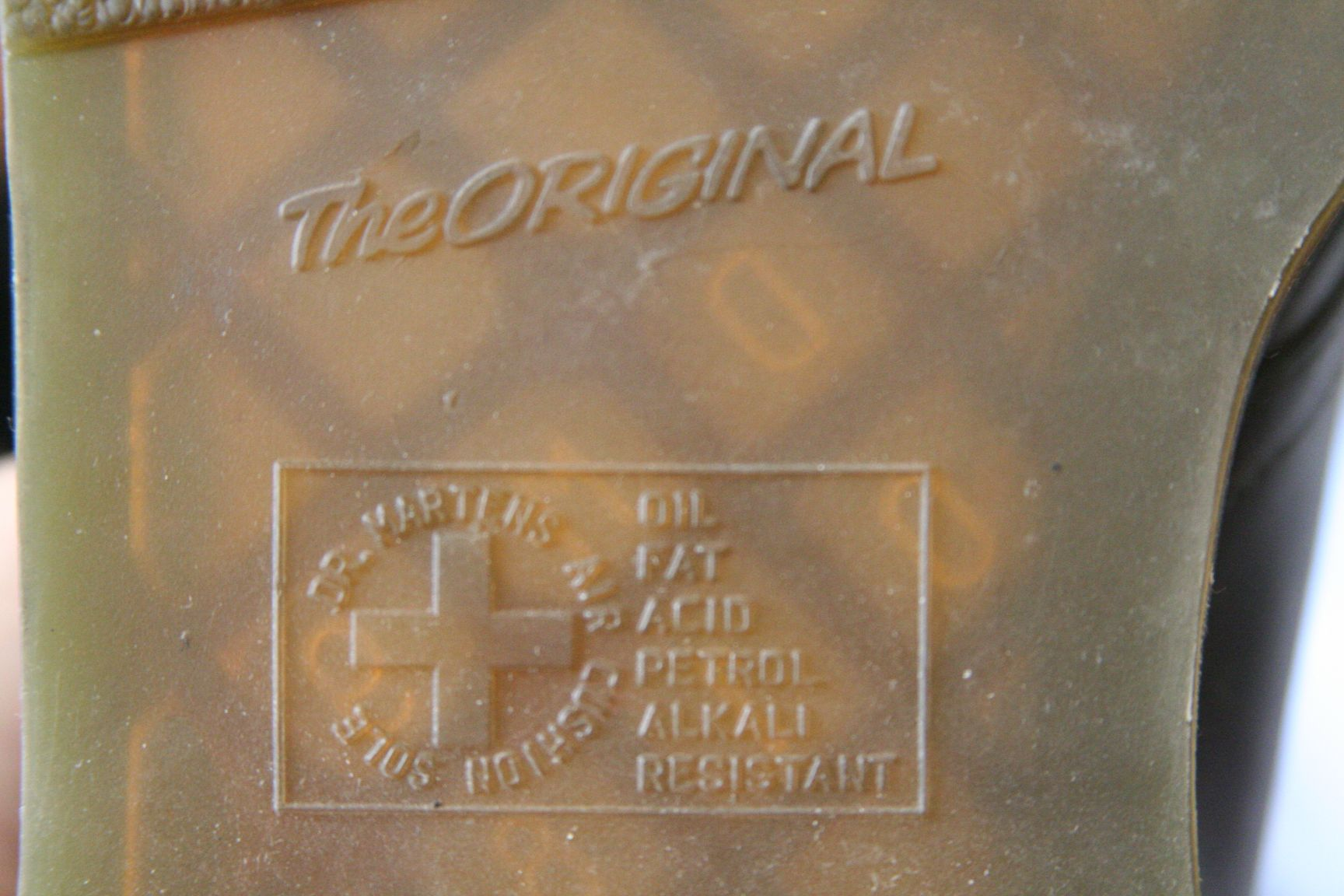
Suela Dr. Martens, después de 2003, fabricada en Tailandia.